# Omar Carlier
Pour les articles homonymes, voir Carlier.
Omar Carlier (en arabe : عمر كارلييه ; né Jean Louis Armel André Carlier le 23 novembre 1943 et mort le 22 octobre 2021) est un historien franco-algérien, spécialiste de l'histoire du Maghreb et des mouvements nationalistes en Algérie. Professeur émérite d'histoire contemporaine,  il a consacré ses recherches à la sociopolitique coloniale et postcoloniale en Algérie, notamment sur le rôle du nationalisme dans la constructions de l'Etat algérien.

## Biographie
Né en 1943 à Paris en France, Omar Carlier effectue ses études en histoire avant de se spécialiser dans l'histoire contemporaine du Maghreb. Issu d'une famille catholique conservatrice, Jean-Louis Carlier poursuit des études de droit ou il obtient une licence. Il se convertit a l'islam, ce qui le pousse à adopter le prénom Omar. Il s'intéresse particulièrement aux dynamiques politiques et sociales de l'Algérie coloniale et postcoloniale, un sujet encore peu étudié en profondeur à son époque. 
En 1968-1969, Omar Carlier s'est rendu en Algérie dans le cadre de la coopération et a exercé a la faculté de droit et des science économiques de l'université de Oran Es-Sénia. Il y a enseigné le droit et les sciences politiques tout en menant des recherche sur le mouvement national algérien.
Omar Carlier enseigne d'abord en Algérie, il contribue à la fondation de l'Unité de recherche en anthropologie sociale et culturelle (URSAC) à Oran, qui deviendra plus tard le CRASC (Centre de recherche en anthropologie sociale et culturelle).
Il a obtenu la nationalité algérienne, en 1982, et a pris le prénom d'Omar après sa conversion à l'islam.
Dans les années 1990, en raison du contexte politique en Algérie, il retourne en France. Il devient alors professeur à l'université Clermont-Ferrand, puis enseigne à l'école des hautes études en sciences sociales (EHESS) et enfin à l'université de Paris 7 Diderot où il occupe un poste de professeur d'histoire contemporaine.

## Héritage et reconnaissance
Omar Carlier a influencé plusieurs générations de chercheurs et d'historiens spécialisés dans les études postcoloniale et la politique du Maghreb. En 2018 un ouvrage collectif intitulé Une histoire sociale et culturelle du politique en Algérie et au Maghreb, dirigé par Morgan Corriou et M'hamed Oualdi , lui a été dédié.
En reconnaissance de son apport académique, il a fait don d'une partie de sa bibliothèque personnelle à la BULAC.
Omar Carlier est décédé le 22 octobre 2021, laissant derrière lui un héritage intellectuel pour l’étude de l’Algérie contemporaine et de ses dynamiques politiques.

## Travaux et publications
Omar Carlier est reconnu comme spécialiste du nationalisme algérien. Ses recherches portent sur : -Le rôle de Messali Hadj et des premiers mouvement indépendantistes. -La formation des réseaux nationalistes  -L'influence du discours nationaliste.
Parmi ses livres : 
- Les lieux de la politique en Algérie (1895-1954)
- Les origines du Front de Libération Nationale, Organisation secrète du Parti du Peuple algérien (1947-1950)
- La violence coloniale